# Mantlach (Lauterhofen)
Mantlach ist ein Gemeindeteil des Marktes Lauterhofen im Landkreis Neumarkt in der Oberpfalz. Es handelt sich um einen Weiler mit vier Häusern.
Kirchlich gehört Mantlach zur Pfarrei Lauterhofen im Dekanat Habsberg.
Am 1. Mai 1978 wurde Engelsberg mit Nattershofen (Gemeindesitz), Finsterhaid, Hillohe, Holzheim, Mantlach und Thürsnacht nach Lauterhofen  eingemeindet. Einziges Baudenkmal ist die Marienkapelle von 1921.